# Eckhard Wendt
Eckhard Wendt (5 luglio 1947 – 6 aprile 2022) è stato un cestista tedesco.

## Carriera
Con la Germania Est ha disputato i Campionati europei del 1967.